# Der Kaufmann von Venedig
|  | For andre betydninger, se Købmanden i Venedig (flertydig) |
Der Kaufmann von Venedig (da.: Købmanden fra Venedig) er en tysk stumfilm fra 1923 af skrevet, produceret og instrueret af Peter Paul Felner. Filmen er baseret på Shakespeares skuespil Købmanden i Venedig (The Merchant of Venice) fra 1596/97.
Filmen er optaget "on location" i Venedig..

## Medvirkende
- Werner Krauss som Shylock
- Henny Porten som Porzia
- Harry Liedtke som Bassanio
- Carl Ebert som Antonio
- Max Schreck
- Ferdinand von Alten
- Albert Steinrück som Tubal